# Dunszt Mária
Dunszt Mária (eredeti nevén Dunst Mária) (Budapest, 1936. október 10. – Budapest, 1994. augusztus 24.) magyar opera-énekesnő (szoprán), színésznő. 1960-ban a budapest-i Erkel énekverseny I. díjának és a toulouse-i énekverseny nagydíjának nyertese. Édesanyja, Pálffy Mária szintén opera-énekesnő volt.

## Élete
Középiskolai tanulmányait a képzőművészeti gimnáziumban végezte. Tehetségére Kenessey Jenő és Vaszy Viktor figyeltek fel egy zenei rendezvényen. 1955 és 1961 között a Zeneművészeti Főiskolán Molnár Imre és Maleczky Oszkár növendéke volt.
1960-ban elnyerte a Nemzetközi Erkel Énekverseny első díját, valamint a toulouse-i verseny nagydíját. 1961-től 1976-ig a Magyar Állami Operaház magánénekesnője volt, ahol Melindaként debütált Erkel Ferenc Bánk bán című operájában. 1965 és 1967 között Gelsenkirchenben vendégszerepelt, ahol nemzetközi hírnevet szerzett.
1975-ben autóbalesetet szenvedett, amelynek következtében többé nem szerepelhetett színpadon.
Sírja a Farkasréti temetőben található.

## Szerepei
- Carl Orff: Az okos lány – A paraszt lánya
- Charles Gounod: Faust – Margit
- Dmitrij Dmitrijevics Sosztakovics: Kisvárosi Lady Macbeth – Katyerina Lvovna Izmajlova, Zinovij felesége
- Erkel Ferenc: Bánk bán – Melinda
- Erkel Ferenc: Hunyadi László – Szilágyi Erzsébet
- Gioachino Rossini: Tell Vilmos – Matild, Habsburg hercegnő
- Giacomo Puccini: Pillangókisasszony – Kate, Pinkerton neje
- Giuseppe Verdi: Aida – Aida
- Giuseppe Verdi: A trubadúr – Inez; Leonóra
- Giuseppe Verdi: Don Carlos – Mennyei hang
- Giuseppe Verdi: Traviata – Violetta Valéry
- Goldmark Károly: Sába királynője – Szulamit, a Főpap leánya
- Leoš Janáček: Jenůfa – Sekrestyésné
- Modeszt Petrovics Muszorgszkij: Borisz Godunov – Xénia
- Petrovics Emil: Bűn és bűnhődés – Cifraruhás
- Pietro Mascagni: Parasztbecsület – Santuzza
- Richard Wagner: A nürnbergi mesterdalnokok – Éva, Pogner lánya
- Richard Wagner: A walkür – Sieglinde
- Richard Wagner: Az istenek alkonya – Gutrune
- Richard Wagner: Lohengrin – Brabanti Elza
- Richard Wagner: Tannhäuser – Erzsébet, Hermann unokahúga
- Wolfgang Amadeus Mozart: Don Giovanni – Donna Anna